# Cantone di Trie-sur-Baïse
Il Cantone di Trie-sur-Baïse era una divisione amministrativa dell'arrondissement di Tarbes.
A seguito della riforma approvata con decreto del 25 febbraio 2014, che ha avuto attuazione dopo le elezioni dipartimentali del 2015, è stato soppresso.

## Composizione
Comprendeva i comuni di:
- Antin
- Bernadets-Debat
- Bonnefont
- Bugard
- Estampures
- Fontrailles
- Fréchède
- Lalanne-Trie
- Lamarque-Rustaing
- Lapeyre
- Lubret-Saint-Luc
- Luby-Betmont
- Lustar
- Mazerolles
- Osmets
- Puydarrieux
- Sadournin
- Sère-Rustaing
- Tournous-Darré
- Trie-sur-Baïse
- Vidou
- Villembits